# Route P8 (Lettonie)
Pour les articles homonymes, voir P8.
La route P8 (Autoceļš P8) est une  route régionale de Lettonie reliant Inciems à Ķegums.
Elle a une longueur de 74,4 km.

## Présentation
La route P8 Inciems—Sigulda—Ķegums est une route régionale qui relie l'autoroute A3 à Inciems, l'autoroute A2 à Sigulda et autoroute A6 à Ķegums.
La longueur totale de l'autoroute est de 74,4 km.
La route traverse les novads de Sigulda et d'Ogre.

## Galerie

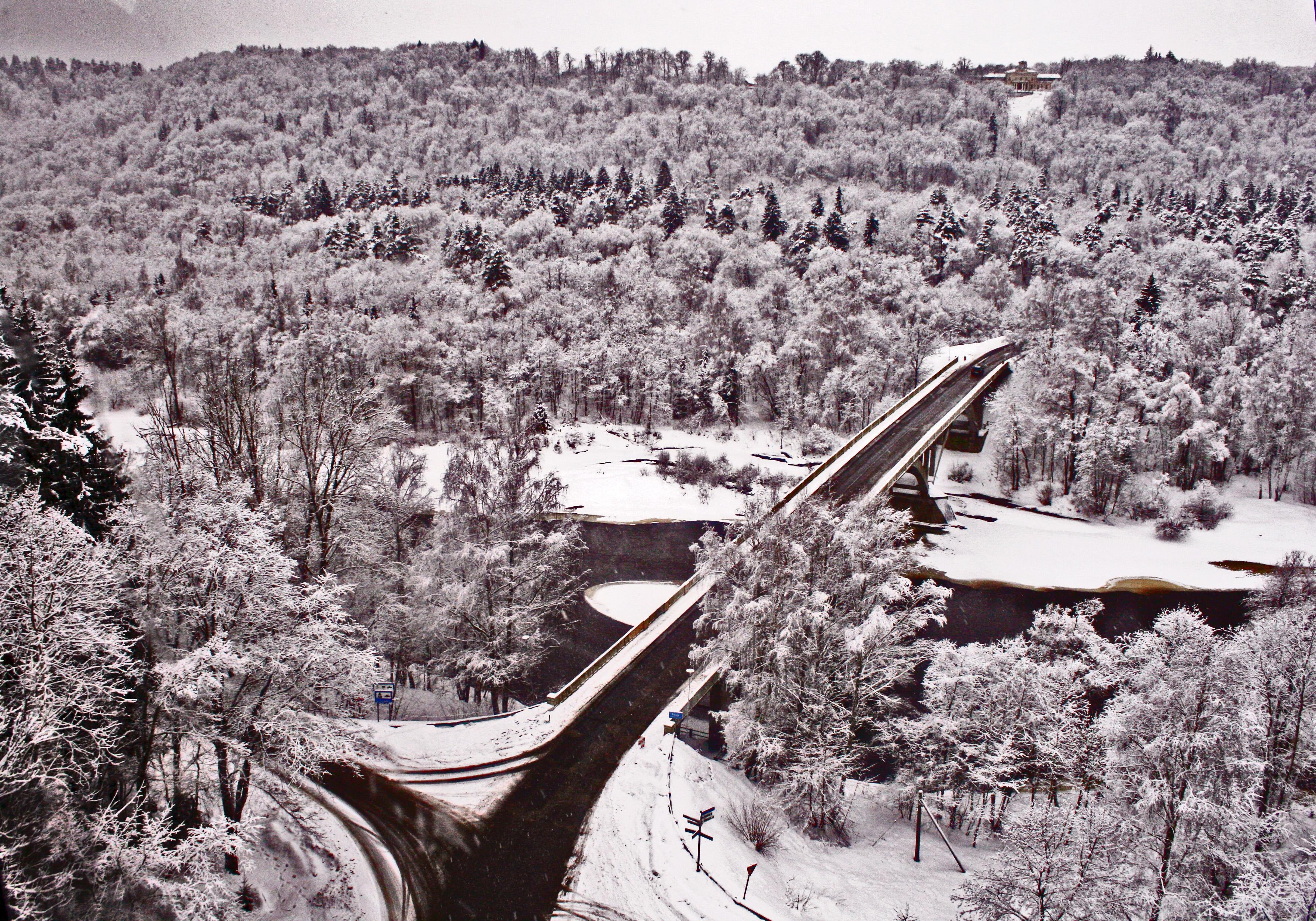
La P8 dans la vallée du Gauja.
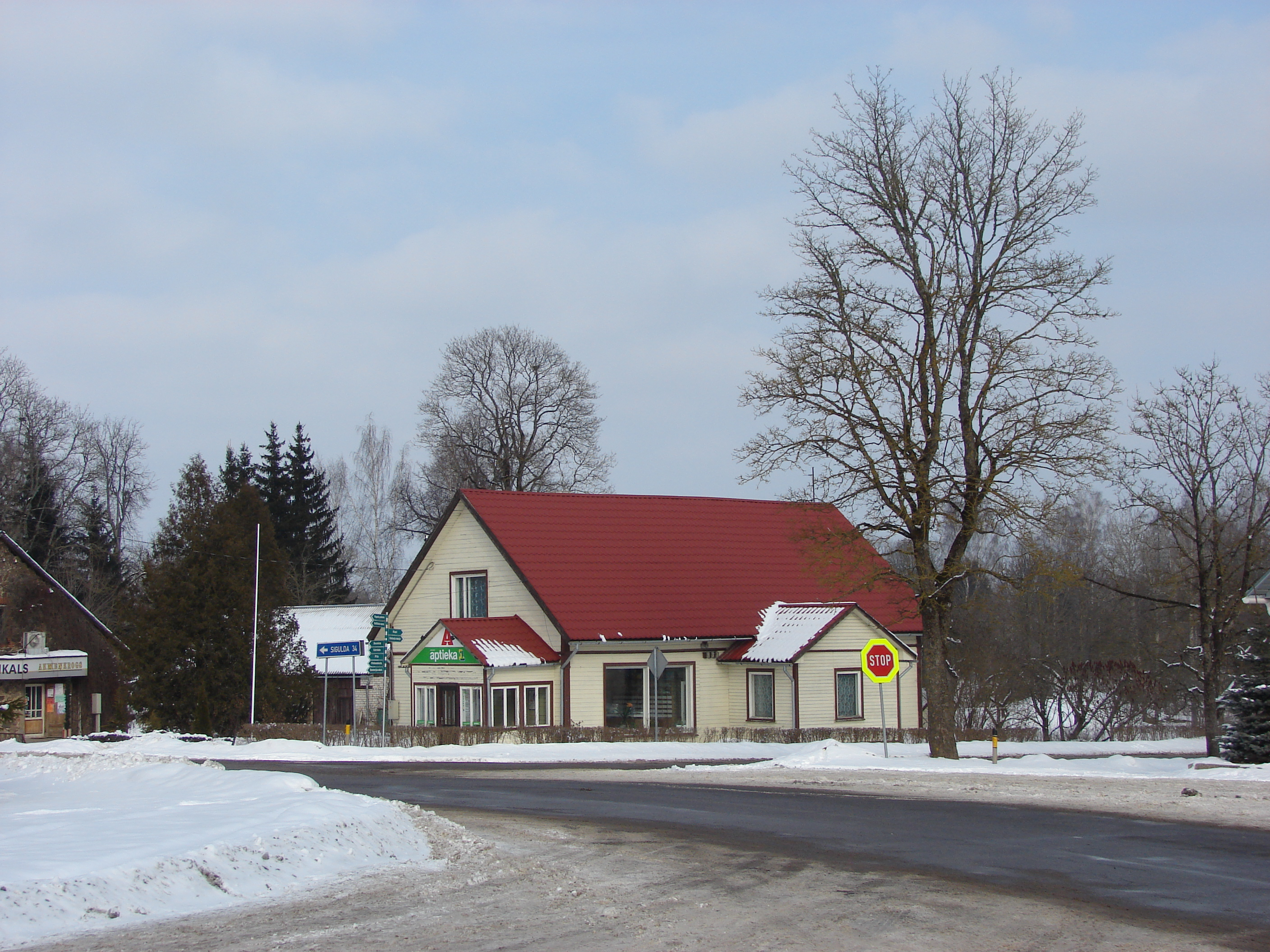
Pharmacie à Suntaži le long de la P8.
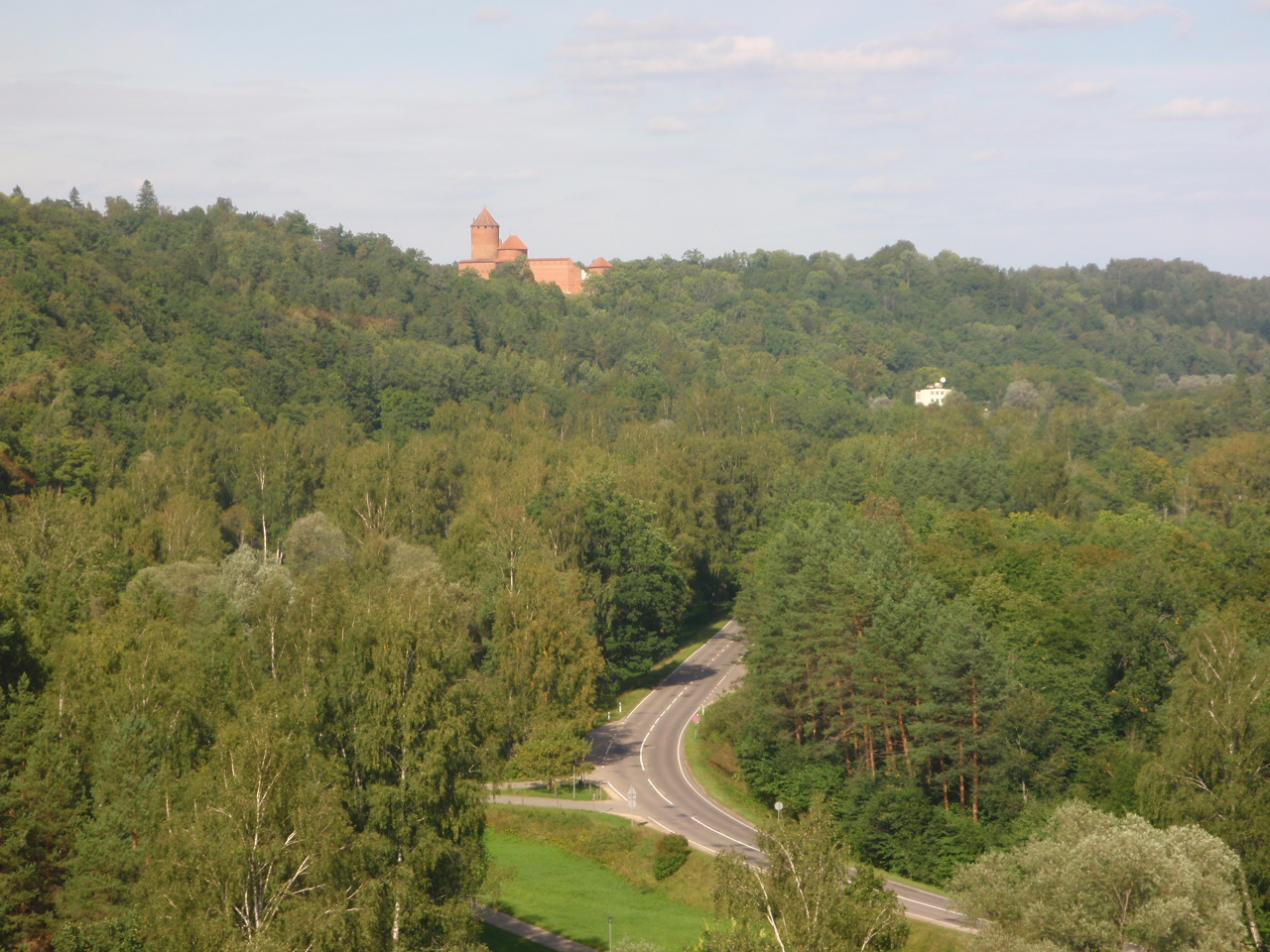
Château de Turaida et la P8.
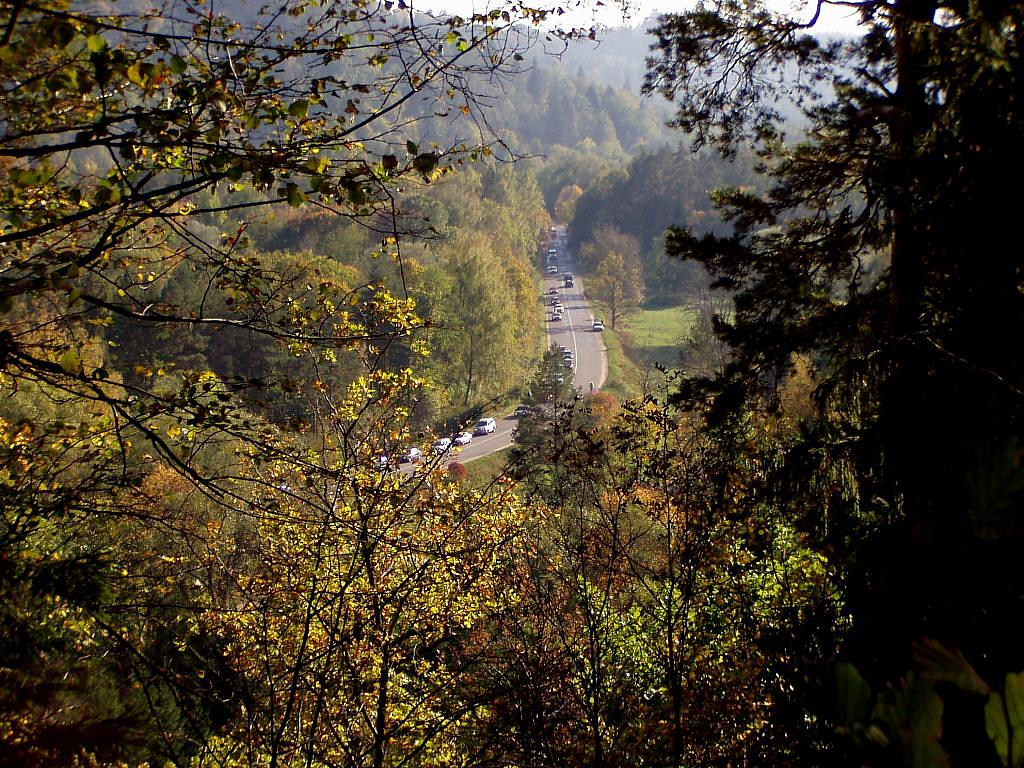
La P8 vue depuis la colline de Tauretių.